# Wallpaper (periodico)
Wallpaper (scritta anche Wallpaper*) è una rivista britannica di design, moda, viaggi, intrattenimento e media.

## Storia editoriale
Wallpaper* viene fondata a Londra nel 1996 dal giornalista canadese Tyler Brûlé e da Alexander Geringer, CEO dell'azienda Aheadmedia.
Il successo della rivista porta IPC Media (poi Time Inc.) ad acquistarla per un milione di sterline
A partire dal 2004 la rivista è diretta da Jeremy Langmead, mentre dal 2007 il ruolo viene assunto da Tony Chambers.
Dal 2006 pubblica una collana di guide turistiche, le Wallpaper City Guides, in collaborazione con Phaidon Press.
Inoltre, annualmente la rivista assegna una serie di riconoscimenti a prodotti e designer, i Wallpaper* Design Awards.